# Храстје (Шентјур)
Храстје (словен. Hrastje) је насељено место у општини Шентјур, Савињска регија, Словенија.

## Историја
До територијалне реорганизације у Словенији било је у саставу старе општине Шентјур при Цељу.

## Становништво
У попису становништва из 2011. године, Храстје је имало 136 становника.
| Број становника према пописима | Број становника према пописима | Број становника према пописима |
| ------------------------------ | ------------------------------ | ------------------------------ |
| 1991                           | 2002                           | 2011                           |
| 161                            | 145                            | 136                            |